# Perlesta fusca
Perlesta fusca är en bäcksländeart som beskrevs av Edward Bagnall Poulton och Stewart 1991. Perlesta fusca ingår i släktet Perlesta och familjen jättebäcksländor. Inga underarter finns listade i Catalogue of Life.